# NGC 4286
NGC 4286 = IC 3181 ist eine linsenförmige Zwerggalaxie vom Hubble-Typ S0/a im Sternbild Haar der Berenike am Nordsternhimmel. Sie ist schätzungsweise 29 Millionen Lichtjahre von der Milchstraße entfernt und hat einen Durchmesser von etwa 15.000 Lichtjahren. 

Im selben Himmelsareal befinden sich u. a. die Galaxien NGC 4274, NGC 4278, NGC 4283, NGC 4310.
Das Objekt wurde am 13. März 1785 von dem Astronomen William Herschel mithilfe seines 18,7 Zoll-Spiegelteleskop entdeckt. Am 23. März 1903 wurde die Galaxie von Max Wolf entdeckt und im Index-Katalog als IC 3181 verzeichnet.